# Freya Kreutzkam
Freya Kreutzkam (* 1989 in Stadthagen) ist eine deutsche Film- und Theaterschauspielerin. Sie lebt in Berlin.

## Leben
Freya Kreutzkam absolvierte von 2011 bis 2014 eine Schauspielausbildung an der Schauspielschule Charlottenburg. Sie spielte die Rolle der Mutter im Spielfilm Fellwechselzeit und wurde dafür im Jahr 2020 für den Preis „Bester Schauspielnachwuchs“ auf dem Filmfestival Max Ophüls Preis nominiert. Der Film gewann auf dem Seville European Film Festival den Endless Revolutions Best Film Award der FIPRESCI-Jury.
Im Theater ist sie unter anderem in Hauptrollen in den Stücken NSU „Auch Deutsche unter den Opfern“ (2022–2023) im Ballhaus Prinzenallee Berlin, Mein Mann hat Schnupfen (2017–2023) in den Kammerspielen Dresden und Von den Beinen zu kurz (2015) am Mainfranken Theater Würzburg zu sehen gewesen.

## Filmografie
Quelle: Berlin Brandenburg Film Commission
- 2015: Das Romeo-Prinzip
- 2016: Cabaret Voltaire
- 2017: Zarte Momente (Gentle Moments)
- 2017: Polizeiruf 110: Muttertag
- 2017: Der 7. Tag
- 2018: Mimicry
- 2018: Bilal
- 2020: Fellwechselzeit (Time of Moulting)
- 2021: Geschlechterkrise
- 2021: Nicht ganz da (Background Girl)
- 2022: Marbolous
- 2022: show me yours and I’ll show you mine
- 2022: Die Amsel auf dem Ast
- 2023: Alvaro Hoffmann
- 2023: Lucindas Pandora
- 2023: Reizstoff
- 2023: The Zone of Interest
- 2024: Philippika